# Storegade (Randers)
 For alternative betydninger, se Storegade. (Se også artikler, som begynder med Storegade)
Storegade er en gade i Randers på ca 100 m, der løber fra hjørten mellem Middelgade og Provstegyde mod nordvest til Østergrave mod sydøst. Gaden har en række barer og natklubber.

## Bygninger
- Nr. 11: Bødkergården er en bindingsværksbygning, der blev opført omkring 1650. Der er svalegang fra 1741 og et baghus fra 1800-tallet.[2]
- Nr. 13 - Niels Ebbesens Gård stammer fra omkring 1643, hvor det blev opført af købmand og rådmand Jens Jensen. Det er en af de få velbevarede renæssancebygninger i Danmark og det største bevarede bindingsværkshus i tre stokværk i Randers. Ifølge myten blev den kullede greve slået ihjel af Niels Ebbesen i en forløber til dette hus i 1340.